# Bentley 4 Litre
Der Bentley 4 Litre war ein Pkw-Modell des Herstellers Bentley. Die Fahrzeuge entstanden zwischen 1931 und 1933 aus den von Bentley angebotenen Fahrgestellen und Karosserieaufbauten verschiedener Stellmacherbetriebe.
Der mit dem 8 Litre begonnene Wandel von straßentauglichen Rennmobilen hin zu sportlichen Reiselimousinen wurde mit dem 4 Litre fortgesetzt. Das neue Modell sollte im Marktsegment der Oberklassen-Reiselimousinen mit überlegener Leistung neue Kunden gewinnen. Dazu wurden Chassis des Bentley 8 Litre geringfügig modifiziert und mit einem von Ricardo entwickelten IOE-Motor versehen, der jedoch nicht die Ansprüche der Kundschaft traf.
Bei einem Preis von 1.225 £ war das Chassis des 4 Litre um 175 £ teurer als der Standard 4 ½ litre und um rund 75 £ teurer als der 4 ½ litre supercharged („Blower“), dessen Preis man im Januar 1931 von 1.475 £ auf 1.150 £ gesenkt hatte.
Der erste Bentley 4 Litre wurde im Mai 1931 zugelassen, der letzte im Juni 1933. Auch nach der Zahlungsunfähigkeit von Bentley Motors im Juli 1931 wurde der 4 Litre unter Führung des neuen Eigentümers Rolls-Royce weiterproduziert. Insgesamt entstanden 50 Chassis, davon 11 mit verlängertem Radstand (140 statt 134 Zoll).